# Чалан-Паго-Ордот
Чалан-Паго-Ордот (англ. Chalan Pago-Ordot, чамор. Chalan Pågu-Otdot) — муниципалитет на острове Гуам, в котором находятся деревни Чалан-Паго и Ордот. Расположен в восточно-центральной части острова. На 2010 год население муниципалитета составляло 6 822 человека.

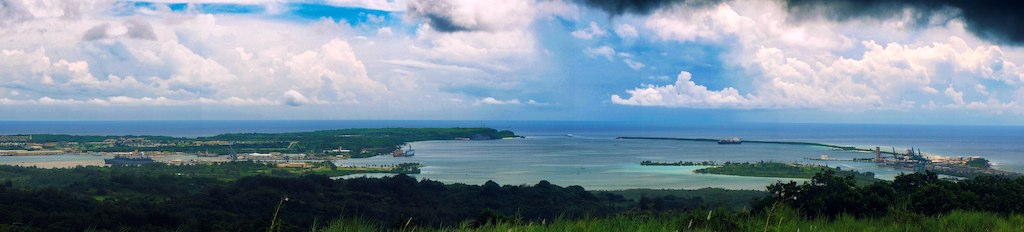
Вид на Чалан-Паго-Ордот

## Этимология
Слово «pågu» на языке чаморро обозначает дикое дерево гибискус липовидный (Hibiscus tiliaceus), в то время как «chalan» означает «дорога». Название Чалан-Паго названо в честь дороги из Хагатны в испанскую деревню в заливе Паго. Ордот происходит от слова «отдот» — муравей.

## История
Во время Второй мировой войны японцы использовали этот район как склад припасов во время оккупации острова. 
Ордот также является местом скандальной свалки, сначала построенной ВМС США, но теперь переполненной и нарушающей правила Агентства по охране окружающей среды США (АООС США).

## Образование

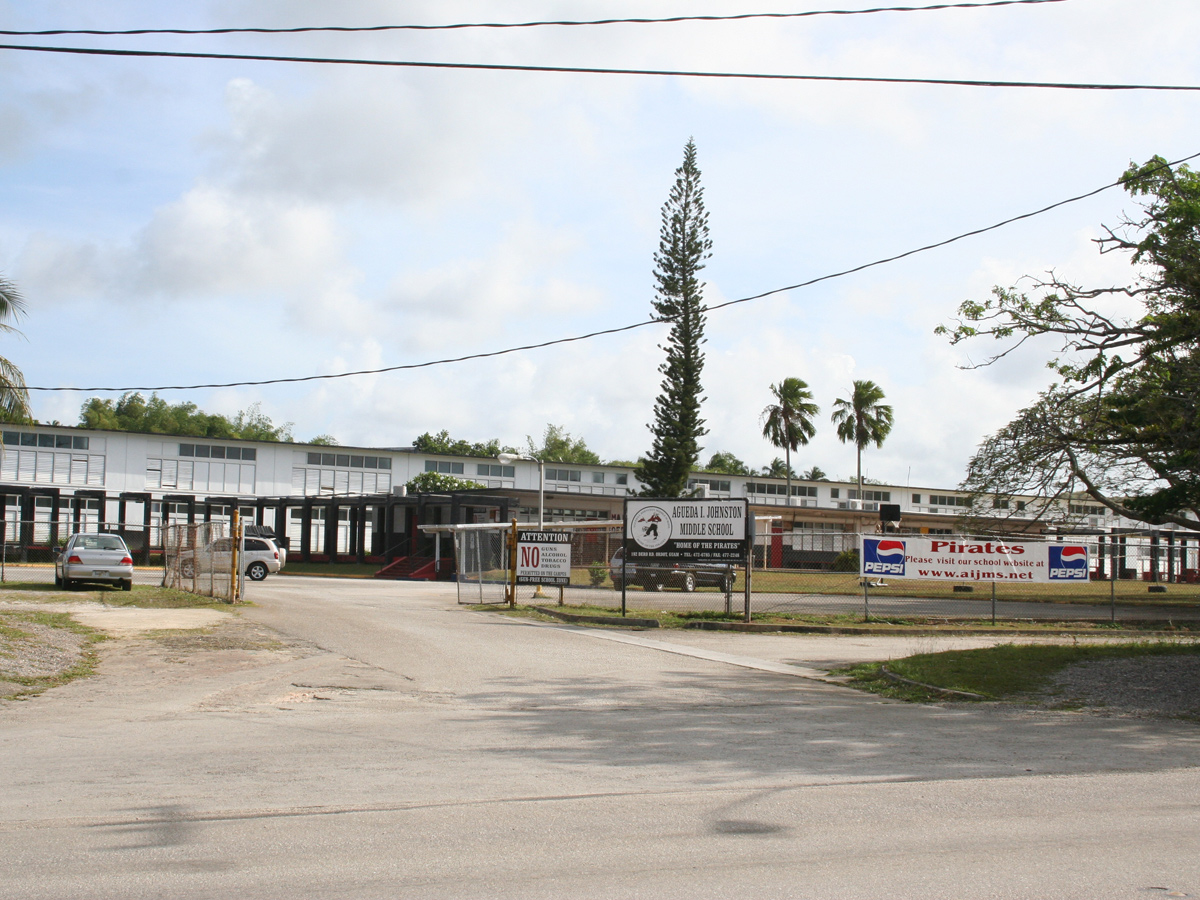
Средняя школа Агеды Джонстон в Ордоте

Чалан-Паго-Ордот обслуживается государственной системой школ Гуама. В Ордоте расположены начальная школа Ордот-Чалан-Паго и средняя школа Агеды Джонстон. Деревню обслуживает средняя школа Джорджа Вашингтона в Манджилао.
Кроме этого здесь находится Католическая средняя школа Св. Фомы Аквинского.

## Демография
Население Чалан-Паго-Ордот по переписи 2010 года составляет 6 822 человека.